# Sidney Darlington
Sidney Darlington (Pittsburgh, 18 de julho de 1906 — Exeter, 31 de outubro de 1997) foi um engenheiro e inventor estadunidense.
Foi engenheiro do Bell Labs e inventou uma configuração de transístor em 1953, o Transistor Darlington.

## Patentes
- Patente E.U.A. 1 991 195 — Wave Transmission Network
- Patente E.U.A. 2 663 806 — Semiconductor signal translating devices. (ed., "Darlington Transistor")
- Patente E.U.A. 2 438 112 — Bombsight Computer
- Patente E.U.A. 2 658 675 — Fire Control Computer
- Patente E.U.A. 2 678 997 — Pulse Transmission (chirp)
- Patente E.U.A. 3 008 668 — Rocket Guidance
- Patente E.U.A. 3 265 973 — Two-Port Network Synthesis
- Patente E.U.A. 3 618 095 — Chirp Pulse Equalizer